# Plagithmysus simplicicollis
Plagithmysus simplicicollis är en skalbaggsart som beskrevs av Sharp 1910. Plagithmysus simplicicollis ingår i släktet Plagithmysus och familjen långhorningar. Inga underarter finns listade i Catalogue of Life.